# نیک اوشیرو
نیک اوشیرو (به انگلیسی: Nick Oshiro)متولد ۲۹ جولای ۱۹۷۸، (۷ مرداد ۱۳۵۷) یک نوازنده آمریکایی درام است که به عنوان درامر پیشین گروه استاتیک ایکس شناخته می‌شود.